# 舊錫利
49°29′22″N 22°57′56″E / 49.48944°N 22.96556°E

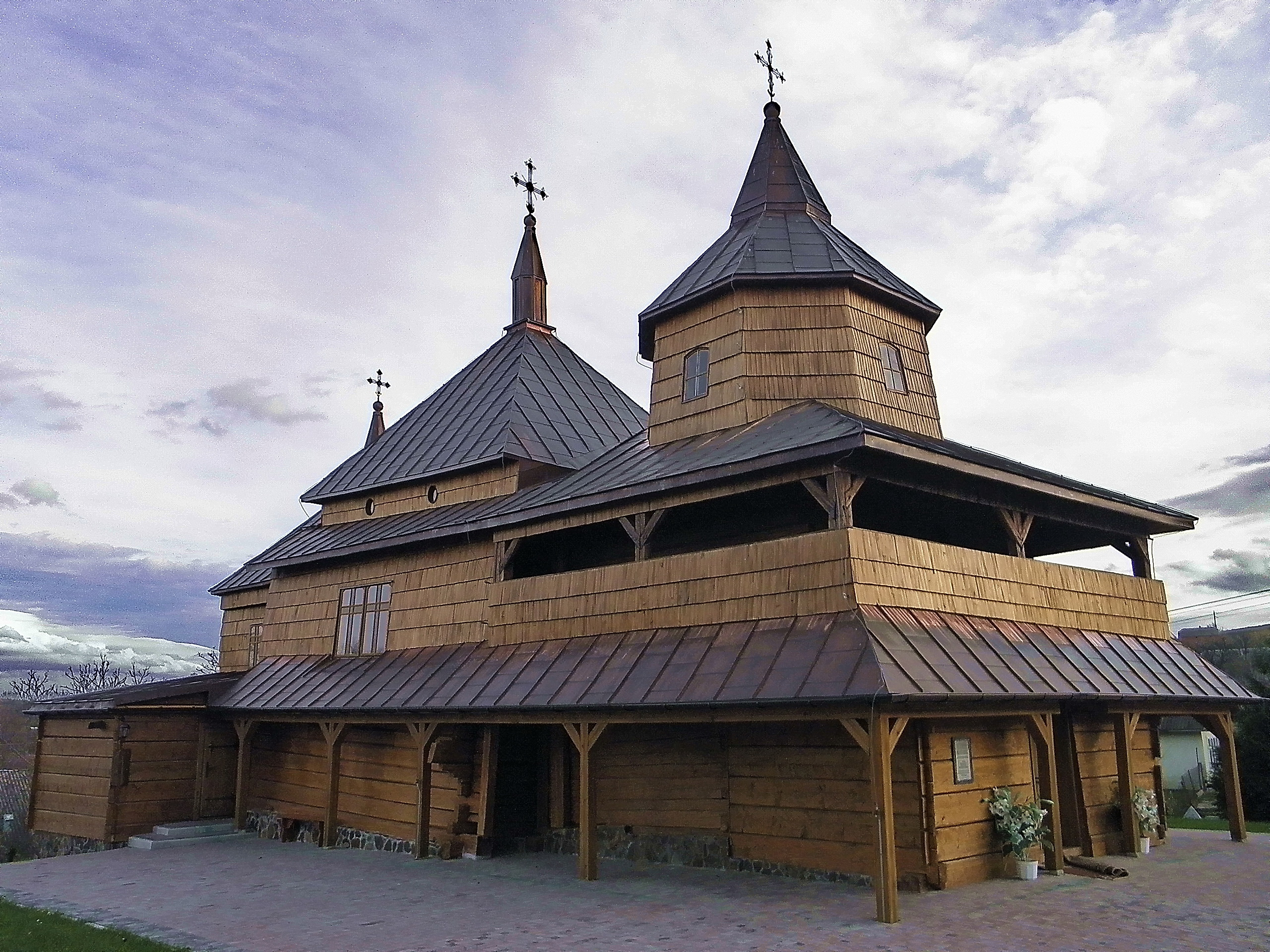
教堂

舊锡利（烏克蘭語：Стара Сіль），是烏克蘭西部利沃夫州桑比爾區旧桑比尔市镇内的市級鎮。處於桑博爾以西，始建於1255年，面積1.93平方公里，2011年人口1,158，人口密度每平方公里600人。